# Koevți, Veliko Tărnovo
Koevți (în bulgară Коевци) este un sat în comuna Suhindol, regiunea Veliko Tărnovo,  Bulgaria. 

## Demografie
Componența etnică a satului Koevți
     Romi (4,02%)
     Turci (4,69%)
     Bulgari (77,85%)
     Nicio identificare (13,42%)
La recensământul din 2011, populația satului Koevți era de 149 locuitori. Din punct de vedere etnic, majoritatea locuitorilor (77,85%) erau bulgari, existând și minorități de turci (4,69%) și romi (4,02%). Pentru 13,42% din locuitori nu este cunoscută apartenența etnică.